# Hosackia
Hosackia je biljni rod porodice mahunarki rasprostranjen po zapadnim predjelima Sjeverne Amerike, od Britanske Kolumbije, na jug do poluotoka Yucatán. 
Pripada mu desetak vrsta trajnica.

## Vrste
1. Hosackia alamosana Rose
2. Hosackia chihuahuana S.Watson
3. Hosackia crassifolia Benth.
4. Hosackia gracilis Benth.
5. Hosackia hintoniorum (B.L.Turner) D.D.Sokoloff
6. Hosackia incana Torr.
7. Hosackia oblongifolia Benth.
8. Hosackia pinnata (Hook.) Abrams
9. Hosackia repens G.Don
10. Hosackia rosea Eastw.
11. Hosackia stipularis Benth.
12. Hosackia yollabolliensis (Munz) D.D.Sokoloff

## Sinonimi
- Drepanolobus Nutt.
- Rafinesquia Raf.